# Pantoporia cnacalis
Pantoporia cnacalis är en fjärilsart som beskrevs av William Chapman Hewitson 1874. Pantoporia cnacalis ingår i släktet Pantoporia och familjen praktfjärilar. Inga underarter finns listade i Catalogue of Life.